# 光背長吻鰩
光背長吻鰩（學名：Dipturus innominatus），為軟骨魚綱鰩目鰩科長吻鰩屬的一種，分布於西南太平洋紐西蘭海域，為特有種，深度15至1310公尺，本魚上腹部呈深灰色，有深灰色至黑色的斑點，下腹部則呈淺灰色至白色。有些成魚的鼻子或口鼻部有小刺或鬍鬚，該物種是世界上已知最大的鰩魚，成年時體重可達70公斤，體長可達240公分，壽命可達24年，棲息在大陸坡沙泥底質海域，為底棲性魚類，肉食性，以甲殼類及硬骨魚為食，卵生，生活習性不明。